# Liste von Klemmbausteinherstellern
Das verbreitetste Klemmbaustein-System wurde maßgeblich vom Hersteller Lego geprägt, viele andere Hersteller stellen mittlerweile zu Lego kompatible Plastikbausteine her, häufig direkte Kopien von Lego-Steinen. Das Grundprinzip der hohlen Klemmbausteine mit ausgeformten Noppen auf der Oberseite wurde ursprünglich 1947 von Hilary Fisher Page patentiert. Andere Klemmsysteme sind deutlich weniger verbreitet, ebenso wie vom Lego-System abweichende Rastermaße.

## Lego-System-kompatible Hersteller
| Land                   | Produktname                  | Zeitraum  | Hersteller der Sets                               | Hersteller der Steine                                                                        | Rastermaß  | Anmerkungen |
| ---------------------- | ---------------------------- | --------- | ------------------------------------------------- | -------------------------------------------------------------------------------------------- | ---------- | --- |
| Vereinigtes Konigreich | Airfix Quick Build           |           | Hornby Railways                                   |                                                                                              | 8 mm       | Klemmbausteinensets werden als „Quick Build“ vermarktet. |
| China Volksrepublik    | Ausini                       | seit 1996 | Guangdong Ausini Toys Industry                    | Guangdong Ausini Toys Industry                                                               | 8 mm       | |
| China Volksrepublik    | BanBao                       | seit 2010 | Guangdong Jumbo Grand Plastic Moulding Industrial | Guangdong Jumbo Grand Plastic Moulding Industrial                                            | 8 mm       | BanBao-Bausteine besitzen zwar die gleiche Länge, Breite und Noppendurchmesser wie Legosteine, jedoch eine etwas abweichende Höhe; da auch die Noppen höher sind, können Lego-kompatible Platten nicht spaltfrei auf BanBao-Noppen verbaut werden. |
| China Volksrepublik    | Bela                         |           |                                                   |                                                                                              | 8 mm       | Stellt u. A. Plagiate von Lego-Sets her. |
| Vereinigtes Konigreich | Best-Lock                    | seit 1997 | Best-Lock Group                                   |                                                                                              | 8 mm       | Die Best-Lock Group fusionierte am 2. Februar 2006 mit Cobi. |
| Vereinigte Staaten     | BigBenBricks                 | seit 2004 |                                                   | BigBenBricks                                                                                 | 8 mm       | Stellt Zugräder her. |
| Thailand               | Bikku                        | seit 2018 | Bikku                                             | Bikku                                                                                        | 8 mm       | Bikku ist Teil der Keak Japan und stellt weitgehend kompatible Klemmbausteine her. |
| Niederlande            | BioBuddi                     | seit 2017 | BiOBUDDi Group                                    | BiOBUDDi Group                                                                               | 16 mm      | Stellt nach eigenen Angaben Klemmbausteine aus Zuckerrohrresten her. |
| Polen                  | Blocki                       |           | Blocki                                            | Shantou City Kaiyu Industrial (ältere Sets) Guangdong Shengxiong Toys Industry (neuere Sets) | 8 mm       | |
| Deutschland            | Blox                         |           | Simba-Dickie-Group                                | Italienischer Hersteller                                                                     | 8 mm       | |
| China Volksrepublik    | Blucco                       |           |                                                   | Shantou City Golds Precision Technology (GoBricks)                                           | 8 mm       | |
| Deutschland            | BlueBrixx                    | seit 2018 | BlueBrixx                                         | Verschiedene Hersteller                                                                      | 8 mm       | Produziert viele eigene Sets in den Themengebieten „Architecture“ und „Fahrzeuge“. |
| Vereinigte Staaten     | Built to Rule                | 2003–2005 | Hasbro                                            |                                                                                              | 8 mm       | |
| China Volksrepublik    | CaDA                         | seit 2007 | Double Eagle Toys Industry                        | Double Eagle Toys Industry                                                                   | 8 mm       | |
| Mexiko                 | Caremi Blocks                | seit 2005 | Fierno                                            |                                                                                              | 16 mm      | |
| Polen                  | Cobi                         | seit 1992 | Cobi                                              | Cobi                                                                                         | 8 mm       | Seit 2006 Teil der Best-Lock Group. |
| China Volksrepublik    | CoCo                         |           | Tianjin COCO                                      |                                                                                              | 8 mm       | |
| China Volksrepublik    | Cogo                         |           |                                                   | Inzwischen teilweise Shantou City Golds Precision Technology (GoBricks), aber auch andere    | 8 mm       | |
| China Volksrepublik    | Decool                       |           |                                                   | Teilweise Shantou City Golds Precision Technology (GoBricks), teilweise eigene               | 8 mm       | |
| Danemark               | Duplo                        | seit 1969 | The Lego Group                                    | The Lego Group                                                                               | 16 mm      | |
| China Volksrepublik    | Enlighten                    | 1994–2019 | Guangdong Qman Industry Toys.                     | Guangdong Qman Industry Toys                                                                 | 8 mm       | Enlighten wurde umbenannt in Qman. |
| China Volksrepublik    | Funwhole                     | 2014-2025 | Funwhole                                          | Funwhole                                                                                     | 8 mm       | Hat sich auf Sets mit Beleuchtung spezialisiert. Hat sich 2025 in Lumibricks umbenannt. |
| China Volksrepublik    | Gaobole (GBL)                |           | Shantou City Kaiyu Industrial                     | Shantou City Kaiyu Industrial                                                                | 8 mm       | |
| China Volksrepublik    | Gudi                         |           | Gudi Brick Toys                                   | Gudi Brick Toys                                                                              | 8 mm       | Produzierte auch „Playtive“-Bausätze für Lidl. |
| China Volksrepublik    | Guly                         |           | Shandong Beyond International Trade Co., Ltd.     | Shandong Beyond International Trade Co., Ltd.                                                | 8 mm       | |
| Deutschland            | Hubelino                     | seit 2008 | Hubelino GmbH                                     | Hubelino GmbH                                                                                | 16 mm      | Wird vollständig in Deutschland produziert. |
| China Volksrepublik    | Happy Build                  |           |                                                   | Shantou City Golds Precision Technology (GoBricks)                                           | 8 mm       | |
| China Volksrepublik    | Hsanhe                       |           |                                                   |                                                                                              | 8 mm       | |
| China Volksrepublik    | Jie Star                     |           | Shandong Beyond International Trade Co., Ltd.     | Shandong Beyond International Trade Co., Ltd.                                                | 8 mm       | |
| Deutschland            | Katara                       |           |                                                   |                                                                                              | 8 mm       | |
| China Volksrepublik    | Kazi                         |           | Shantou City Kaiyu Industrial                     | Shantou City Kaiyu Industrial                                                                | 8 mm       | |
| Deutschland            | Kiddicraft                   |           | Dark Side Bricks GmbH                             | Panlos                                                                                       | 8 mm       | Seit 2023 werden wieder Sets unter diesem Markennamen herausgebracht |
| Vereinigte Staaten     | Kre-O                        | seit 2011 | Oxford.                                           | Oxford                                                                                       | 8 mm       | Wird seit Herbst 2011 von Hasbro vertrieben. |
| Vereinigte Staaten     | Laser Pegs                   |           | Laser Pegs Ventures                               | Teilweise Oxford, teilweise eigene                                                           | 8 mm       | Sets mit transparenten Klemmbausteinen |
| Danemark               | Lego                         | seit 1949 | The Lego Group                                    | The Lego Group                                                                               | 8 mm       | Produzent von Klemmbausteinen im Lego-System und damit unter den drei größten Spielzeugherstellern der Welt nach Erlös. |
| China Volksrepublik    | Lele                         |           | Shantou Chenghai Qunlong Plastic Products         | Shantou Chenghai Qunlong Plastic Products                                                    | 8 mm       | Stellt Plagiate von LEGO-Sets her. |
| China Volksrepublik    | Lepin                        | bis 2019  | MZ Model                                          | MZ Model                                                                                     | 8 mm       | Aufgrund von Produktpiraterie von Lego-Sets verurteilt; Nachfolgebetrieb wohl unter den Markennamen „King“ und „Queen“. |
| China Volksrepublik    | Ligao                        | 1999–2006 | Shantou Wange Educational Material Sci-Tech       | Shantou Wange Educational Material Sci-Tech                                                  | 8 mm       | |
| Vereinigte Staaten     | Lite Brix                    |           | Cra-Z-Art                                         | Cra-Z-Art                                                                                    | 8 mm       | |
| Niederlande            | Light Stax                   | seit 2014 | Brandtraders                                      |                                                                                              | 8 mm 16 mm | Leuchtende LEDs in Form von Klemmbausteinen, Vertrieb in Deutschland über Open Brick Source. |
| Deutschland            | Luckys                       | seit 2016 | Eckpack Service                                   | Eckpack Service                                                                              | 16 mm      | Klemmbausteine aus Maisstärke und Zuckerrohr. |
| China Volksrepublik    | Lumibricks                   | seit 2025 | Lumibricks                                        | Lumibricks                                                                                   | 8 mm       | Neuer Name von Funwhole nach Umbenennung, hat sich auf Sets mit Beleuchtung spezialisiert. |
| Deutschland            | Märklin                      |           | Märklin                                           | Stax-Steine von Brandtraders                                                                 | 8 mm       | Vertreibt seit 2019 einen Bausteinzug |
| Vereinigte Staaten     | Make-it Blocks               |           | Dollar Tree                                       |                                                                                              | 8 mm       | |
| Vereinigte Staaten     | Mega Bloks                   | seit 1991 | Mega Brands (Teil von Mattel)                     | Mega Brands                                                                                  | 16 mm      | Seit 2017 werden unter diesem Namen nur noch 16-mm-Steine vertrieben. Die 8-mm-Steine laufen seitdem unter dem Markennamen Mega Construx. |
| Vereinigte Staaten     | Mega Construx                | seit 2017 | Mega Brands (Teil von Mattel)                     | Mega Brands                                                                                  | 8 mm       | |
| Deutschland            | Modbrix                      |           | Brigamo                                           | Verschiedene Hersteller                                                                      | 8 mm       | 2023 von Bluebrixx übernommen |
| Niederlande            | Montini                      | 1961–1969 | Berco Lux                                         | Berco Lux                                                                                    | 8 mm       | Anfangs kompatible, nach einer Änderung wegen eines Rechtsstreites mit LEGO, inkompatible Klemmbausteine. |
| China Volksrepublik    | Mould King                   |           |                                                   | Shantou City Golds Precision Technology (GoBricks)                                           | 8 mm       | Mehrere Anschuldigungen aufgrund von geklauten MOCs (My own creations, eigene Modelle von Privatpersonen), es werden also Designs ohne Zustimmung des Designers als Set veröffentlicht; mittlerweile steigt aber die Anzahl lizenzierter Modelle. |
| Polen                  | Mubi                         |           | Blocki                                            |                                                                                              | 16 mm      | |
| Indien                 | MY                           |           |                                                   |                                                                                              | 8 mm       | |
| Deutschland            | myBrickZ                     | seit 2020 | myBrickZ                                          | Verschiedene Hersteller                                                                      | 8 mm       | Der Fokus liegt auf bespielbaren Citysets für Kinder ab 6 Jahren und Erwachsene. Die Sets werden in Berlin entworfen und in China produziert. Bisher erschienen sind ein Bahnhof mit Blumenladen, Doppelstockbus mit Haltestellen, Pickup mit Marktständen und der Streetscooter der Deutschen Post mit DHL Packstation (lizenziert). |
| Japan                  | N&B Block                    | 1968–1972 | Nintendo                                          | Nintendo                                                                                     | 8 mm       | |
| China Volksrepublik    | N-Bricks                     |           |                                                   |                                                                                              | 8 mm       | |
| Korea Sud              | Oxford Bricks                |           | Oxford                                            | Oxford                                                                                       | 8 mm       | |
| China Volksrepublik    | Pangu                        |           |                                                   | Shantou City Golds Precision Technology (GoBricks)                                           | 8 mm       | |
| China Volksrepublik    | Panlos                       |           | Panlos                                            | Panlos                                                                                       | 8 mm       | |
| Deutschland            | BIG Bloxx                    |           | BIG-Spielwarenfabrik, Teil der Simba-Dickie-Group |                                                                                              | 16 mm      | |
| Deutschland            | Playtive Clippys             |           | Lidl                                              | Bis ca. 2021 Gudi, ab dann Panlos                                                            | 8 mm       | Die Steine haben keine „GUDI“-Prägung mehr auf den Noppen. |
| Italien                | Q-Bricks                     |           | Q-BRICKS                                          | Q-BRICKS                                                                                     | 8 mm       | |
| China Volksrepublik    | QiHui                        |           | Qihui Toys Factory                                | Qihui Toys Factory                                                                           | 8 mm       | Achsen aus älteren Sets sind nicht komplett kompatibel mit Lego-Technic-Achsen. |
| China Volksrepublik    | Qman                         | seit 2019 | Guangdong Qman Industry Toys                      | Guangdong Qman Industry Toys                                                                 | 8 mm       | hieß vorher „Enlighten“. |
| Vereinigtes Konigreich | Self Locking Building Bricks | 1945–1981 | Kiddicraft                                        | Kiddicraft                                                                                   | 8 mm       | Die „Self-Locking Building Bricks“ vermarktete Hilary Page in Großbritannien unter dem Markennamen Kiddicraft. Sie sind der Ursprung des 8-mm Noppenrasters. Die erste Legosteine waren Plagiate dieser Steine und wurden erst später mit den bekannten Röhren auf der Unterseite weiterentwickelt. Es gibt eine „Large“-Version im 16 mm Raster, die mit den kleinen Kiddicraft-Steinen kompatibel ist, nicht jedoch zum Duplo-System von Lego. |
| China Volksrepublik    | Sembo                        |           | Sembo Toys                                        | Teilweise eigene, teilweise Shantou City Golds Precision Technology (GoBricks)               | 8 mm       | |
| China Volksrepublik    | Shenzhen Rael                |           |                                                   | Shantou City Golds Precision Technology (GoBricks)                                           | 8 mm       | |
| Vereinigte Staaten     | Shupp's Brick Train Stuff    |           | Shupp's Brick Train Stuff                         |                                                                                              | 8 mm       | Stellt Zugräder her. |
| China Volksrepublik    | Sluban                       | seit 2004 | Chen Dongliang                                    | Chen Dongliang                                                                               | 8 mm       | Der europäische Vertrieb ist in den Niederlanden ansässig. |
| Vereinigte Staaten     | Strictly Briks               | seit 2014 | Strictly Briks.                                   | Strictly Briks.                                                                              | 16 mm      | Die meisten Sets beinhalten Bodenplatten, die unterbaubar sind. |
| China Volksrepublik    | SY (Sheng Yuan)              |           |                                                   | Eigene bzw. Sembo                                                                            | 8 mm       | Stellt u. A. Plagiate von LEGO-Sets her. |
| China Volksrepublik    | Super 18K                    |           |                                                   | Shantou City Golds Precision Technology (GoBricks)                                           | 8 mm       | |
| Niederlande            | TrixBrix                     |           |                                                   | TrixBrix                                                                                     | 8 mm       | Fokus auf das 9V Train System mit eigenen Teilen. |
| Vereinigte Staaten     | Tyco Super Blocks            | 1984–1990 | Tyco Toys (Mattel)                                |                                                                                              | 8 mm       | |
| Italien                | Unico Plus                   |           | Unico                                             | Unico                                                                                        | 16 mm      | |
| China Volksrepublik    | UrGe                         |           | MZ Model                                          | MZ Model                                                                                     | 8 mm       | |
| China Volksrepublik    | WaLeBi                       |           |                                                   |                                                                                              | 8 mm       | |
| China Volksrepublik    | Wange                        | seit 2006 | Shantou Wange Educational Material Sci-Tech       | Shantou Wange Educational Material Sci-Tech                                                  | 8 mm       | Stellt nur eigene Entwürfe her. Hieß vorher Ligao. |
| Vereinigtes Konigreich | Wilko Blox                   |           | Wilko                                             |                                                                                              | 8 mm       | |
| China Volksrepublik    | Winner Bricks                |           |                                                   |                                                                                              | 8 mm       | |
| China Volksrepublik    | Woma                         |           |                                                   |                                                                                              | 8 mm       | |
| China Volksrepublik    | Xingbao                      |           | MZ Model                                          | MZ Model                                                                                     | 8 mm       | Stellt seit 2018 nur eigene Entwürfe her. |
| China Volksrepublik    | Zhe Gao                      |           | Shantou Chenghai Qunlong Plastic Products         | Shantou Chenghai Qunlong Plastic Products                                                    | 8 mm       | |
| China Volksrepublik    | Zuru MAX                     |           | ZURU                                              |                                                                                              | 8 mm       | |

Es gibt außerdem noch einige Vertriebsmarken, die keine Sets herstellen, sondern nur Sets von anderen Marken verkaufen. Einige dieser Marken sind: Brixtoys Bay, Ingenious Toys, Tetake und YxFlower.

## Andere Klemmbausteinsysteme
| Land                                    | Produktname                 | Zeitraum              | Hersteller | Rastermaß   |
| --------------------------------------- | --------------------------- | --------------------- | --- | ----------- |
| China Volksrepublik                     | Balody                      |                       | Sets von Klemmbausteinen aus Diamond Blocks | 4 mm        |
| Deutschland                             | Brixies                     |                       | Schäfer Toy Company GmbH | 4 mm        |
| Japan                                   | Dia Block                   |                       | Produktlinie hergestellt von Kawada |             |
| Vereinigte Staaten                      | EverBlock                   |                       | US-amerikanischer Hersteller von Klemmbausteinen im Rastermaß 76 mm (3"). | 76 mm       |
| Deutschland Demokratische Republik 1949 | Formo                       | seit 1960er           | FORMO (FORm MOdell), ein Klemmbausteinspielzeug, wurde Ende der 1950er Jahre von der Firma Werner Wind in Gotha unter dem Namen PLASTECK entwickelt und in modifizierter Form und geändertem Markennamen ab den späten 1960er Jahren vom VEB Gothaer Kunststoffverarbeitung produziert. Formo-Teile werden immer noch in kleiner Stückzahl produziert. |             |
| Deutschland                             | Idema                       |                       | Sets von Klemmbausteinen aus Diamond Blocks | 4 mm        |
| Vereinigtes Konigreich                  | Interlocking Building Cubes | ab 1939               | Der erste Klemmbaustein. 1939 meldete der britische Kinderpsychologe Hilary „Harry“ Fisher Page Plastik-Klemmbausteine mit zwei mal vier und mit zwei mal zwei Noppen auf der Oberseite zum Patent (British Patent No. 529,580) an. |             |
| China Volksrepublik                     | Lele Blocks                 |                       | Sets von Klemmbausteinen aus Diamond Blocks | 4 mm        |
| China Volksrepublik                     | Lezi                        |                       | Sets von Klemmbausteinen aus Diamond Blocks | 4 mm        |
| Vereinigte Staaten                      | Loc Blocs                   |                       | Von Entex in Nordamerika vertriebene Sets von Klemmbausteinen aus Dia Blocks von Kawada. | 4 mm        |
| China Volksrepublik                     | LOZ                         |                       | Hersteller von Klemmbausteinen im Format Mini und Diamond Blocks. | 4 mm / 6 mm |
| Danemark                                | Modulex M20                 | 1963–1973             | Klemmbausteine für Architekten, ursprünglich von der The Lego Group im Rastermaß 5 mm. | 5 mm        |
| Deutschland Demokratische Republik 1949 | Pebe                        | 1955–2005             | Pebe war eine Spielzeugmarke für Klemmbaustein-Baukästen aus der Deutschen Demokratischen Republik. | 5 mm 8 mm   |
| Niederlande                             | Philiform                   | 1969–1972             | Inkompatible Klemmbausteine vom niederländischen Konzern Philips. |             |
| Belarus                                 | Polesie                     | seit 2012             | Marke der Firma PP Polesie JV. XXL-Klemmbausteine. Maße der Steine „klein“ (vermutlich 2×2 Noppen): 10,5×12 cm |             |
| Deutschland                             | Polly                       | ca. 1968 bis ca. 1972 | Fa. polly, vor Auflösung/Insolvenz wahrscheinlich "Polly Spielwaren GmbH & Co. KG", Kruppstraße 1, 71696 Möglingen --- Steine von der Größe her sehr nah an Lego dran, jedoch zeigen die Noppen nach UNTEN: |             |
| Argentinien                             | Rasti                       | seit 1965             | Ein Spielzeug-Baukastensystem, das heute in Argentinien hergestellt wird. Ursprünglich vom deutschen Unternehmen „Modellspielwaren Dr. Hasel & Co.“ in Reichartshausen entwickelt und vertrieben. | 8,5 mm      |
| Spanien                                 | Tente                       | 1972–2008             | Tente war eine Produktreihe von Klemmbausteinspielzeug, in 1972 von Exin-Lines Bros S.A. gegründet. |             |
| Vereinigte Staaten                      | Tog’l                       | 1968–1970             | Inkompatible Klemmbausteine von Mattel |             |
| Deutschland                             | Wader                       |                       | Marke der Wader Quality Toys. Im August 2012 wurde die Firma des Gründers Hermann Wader von der belarussischen Firma PP Polesie JV übernommen. XXL-Klemmbausteine. Maße der Steine „klein“ (vermutlich 2×2 Noppen): 10,5×12 cm |             |
| China Volksrepublik                     | YiRun                       |                       | Sets von Klemmbausteinen aus Diamond Blocks | 4 mm        |
| China Volksrepublik                     | YZ-Diamond                  |                       | Sets von Klemmbausteinen aus Diamond Blocks | 4 mm        |
| Deutschland                             | Zebrix                      |                       | Marke der plastic concept gmbh. XXL-Klemmbausteine. Maße eines 4er-Steins: 9,5×9,5×7 cm |             |